# (17567) Hoshinoyakata
(17567) Hoshinoyakata est un astéroïde de la ceinture principale.

## Description
(17567) Hoshinoyakata est un astéroïde de la ceinture principale. Il fut découvert le 5 avril 1994 à Kitami par Kin Endate et Kazuro Watanabe. Il présente une orbite caractérisée par un demi-grand axe de 2,78 UA, une excentricité de 0,16 et une inclinaison de 8,7° par rapport à l'écliptique.

## Compléments